# Undo It
«Undo It» (англ. Скасувати все) — третій сингл третього студійного альбому американської кантрі-співачки Керрі Андервуд — «Play On». У США пісня вийшла 24 травня 2010. Пісня написана Карою ДіоГуарді, Мартіном Фредеріксеном, Люком Лердом та Андервуд; продюсер — Марк Брайт. Музичне відео зрежисоване Крісом Хікі; відеокліп вийшов 7 травня 2010. Сингл отримав платинову сертифікацію від американської компанії RIAA.

## Музичне відео
Відеокліп зрежисовано Крісом Хікі. У відеокліпі присутні нарізки із концертів турне Play On Tour разом із відео виконання пісні для музичного відео. Прем'єра музичного відео відбулася 7 травня 2010 на каналі CMT. Станом на травень 2018 музичне відео мало 11 мільйонів переглядів на відеохостингу YouTube.

## Список пісень
| #  | Назва     | Тривалість |
| -- | --------- | ---------- |
| 1. | «Undo It» | 2:57       |

## Нагороди та номінації

### 2010 Teen Choice Awards
| Рік  | Номіновано | Нагорода            | Результат |
| ---- | ---------- | ------------------- | --------- |
| 2010 | "Undo It"  | Choice Country Song | Номінація |

### 2010 CMA Triple-Play Awards
| Рік  | Номіновано | Нагорода                                                                | Результат |
| ---- | ---------- | ----------------------------------------------------------------------- | --------- |
| 2010 | "Undo It"  | Triple-Play Songwriter (разом із "Cowboy Casanova" та "Temporary Home") | Перемога  |

### 2011 CMT Music Awards
| Рік  | Номіновано | Нагорода                 | Результат |
| ---- | ---------- | ------------------------ | --------- |
| 2011 | "Undo It"  | Video of the Year        | Номінація |
| 2011 | "Undo It"  | Female Video of the Year | Номінація |

### 2011 BMI Awards
| Рік  | Номіновано | Нагорода               | Результат |
| ---- | ---------- | ---------------------- | --------- |
| 2011 | "Undo It"  | Songwriter of the Year | Перемога  |

## Чарти
Тижневі чарти
| Чарт (2009-11)                   | Місце |
| -------------------------------- | ----- |
| Australian Singles Chart         | 85    |
| Canadian Hot 100                 | 43    |
| Canadian Country                 | 2     |
| U.S. Billboard Hot 100           | 23    |
| U.S. Billboard Hot Country Songs | 1     |
| U.S. Billboard Adult Top 40      | 25    |

Річні чарти
| Чарт (2010)                      | Місце |
| -------------------------------- | ----- |
| U.S. Billboard Hot 100           | 88    |
| U.S. Billboard Hot Country Songs | 29    |

## Продажі
До виходу пісні як офіційного синглу, як промо-сингл було продано 28 000 копій.
| Країна     | Сертифікація (таблиця продажів та сертифікатів) | Продажі    |
| ---------- | ----------------------------------------------- | ---------- |
| США (RIAA) | Платина                                         | +1,600,000 |

## Історія релізів
| Регіон    | Дата           | Формат               | Лейбл            |
| --------- | -------------- | -------------------- | ---------------- |
| США       | 27 жовтня 2009 | Цифрове завантаження | Arista Nashville |
| Канада    | 27 жовтня 2009 | Цифрове завантаження | Sony Music       |
| Австралія | 10 червня 2011 | Цифрове завантаження | Sony Music       |